# Plants vs. Zombies: Garden Warfare 2
Plants vs. Zombies: Garden Warfare 2 es un videojuego de disparos en tercera persona desarrollado por PopCap Games y distribuido por Electronic Arts. Fue lanzado para Windows, Xbox One y PlayStation 4. Es la secuela de Plants vs. Zombies: Garden Warfare. Este cuenta con la incorporación de un modo solitario, nuevos personajes, un nuevo sistema de niveles y cambios en la moneda. El juego se presentó en la convención de la E3 2015 y fue lanzado el 23 de febrero de 2016. Un sucesor, Plants vs. Zombies: Battle for Neighborville, fue lanzado en 2019.

## Nuevo sistema de niveles
El sistema de niveles cambió mucho en esta nueva entrega, pues ahora en vez de tener que completar misiones para subir de nivel, tienes que llenar una barra de experiencia (XP).  Se puede conseguir experiencia de varias maneras, como puede ser derrotando a enemigos (Controlados por otro jugador o por IA), haciendo ''asistencias'', recolectando orbes en derrota confirmada o haciendo derrotas compartidas, además de poder obtenerla capturando o defendiendo tanto el jardín como la tumba. Puedes conseguir mayor experiencia aumentando el multiplicador de la barra a base de completar las misiones de El tablón de misiones.
Cada vez que llegues al décimo nivel con un personaje podrás ir a su base correspondiente y subir el rango de éste, haciendo volver a la posición inicial su barra de experiencia y que, además, recibas 20.000 monedas. En esta entrega hay un total de seis rangos: Principiante, Especialista, Avanzado, Élite, Superélite y Maestro. Una vez consigas este último no podrás obtener ninguna mejora más.

## Cambios en la moneda
El juego incluye dos nuevas monedas, teniendo cada una funciones exclusivas. 
- Estrellas: Para conseguirlas debes completar las misiones que marques en El tablón de misiones. Su uso es algo restringido. Puedes usarlas para abrir los cofres repartidos por todo el mapa y limpiar los montones de chatarra de la base para, así, colocar estatuas. Puedes tener hasta 200 estrellas en tu inventario.
- Estrellas arcoíris: Estas son mucho más especiales y con un uso más limitado. Para obtenerlas puedes ir al ayuntamiento e intercambiar 7 estrellas normales por 1 estrella arco iris a una gaviota o jugar en los eventos que se realicen en el portal multijugador de eventos. Con estas monedas se abren los 3 cofres del ayuntamiento.

## Argumento
El Dr. Zomboss y su ejército han logrado tomar bajo su control la ciudad de Suburbia convirtiéndola en Zomburbia, pero las plantas no caerán sin luchar y estarán dispuestas a recuperar el territorio perdido cueste lo que cueste, derivando esto en una batalla cada vez más loca e impresionante. Al iniciar el juego aparecerás como un Girasol dentro de Zomburbia y tendrás que esperar a que Dave el Loco llegue con su casa rodante voladora al rescate. Una vez te recoja serás llevado a la base planta y te presentará en nuevo menú, el Campo de batalla del Patio, y el Portal Multijugador.

## Campo de batalla del Patio
El menú se convirtió en un mapa de mundo abierto en el que puedes explorar, pelear y acceder a las funciones y modos de juegos que trae esta entrega. He aquí un análisis:
- Casa de Dave el loco y Mansión Zombi: Posicionadas frente a frente, ambas estructuras están divididas por el parque municipal, el cual se usa para las batallas. Aquí se tiene acceso al Portal Multijugador, las misiones del LEAF/Armada zombi, el Bazar de Rux, ascensos y personalización de personajes y El modo Infinito. Además puedes decorar la base con estatuas de tener estrellas.
- Bandera de Poder: En medio del parque municipal se encuentra la bandera de poder. Si la izas todas las plantas y zombis del mapa desaparecerán y empezarán a llegar en oleadas para capturar la bandera mientras que tú debes defenderla (más información en Modos de juegos)
- Campo de tiros locos: Tal y como dice su nombre, este es un campo de tiro oculto en las alcantarillas en el que puedes probar tu puntería y tu velocidad. Si completas el circuito en menos de 22 segundos recibirás 20.000 monedas.
- Bazar de Rux: Un gnomo viviente que es comerciante entre nuestra dimensión y el Gnomo-verso que siempre trae cosas lujosas a un alto precio. Vale la pena si estas buscando un objeto de personalización o una habilidad en específico.
- Alcantarillas: Para entrar en ellas existen 2 formas: por el gran tubo que está al descubierto en el parque municipal o por la saliente cerca del Zomparque. Aquí te puedes encontrar cofres, el Bazar de Rux, el Campo de tiros locos y la entrada hacia el "Gnomo-verso". También hay un pez que te ofrece experiencia a cambio de estrellas y una almeja que te recompensará si encuentras su colección de esferas de nieve que están repartidas por los mapas del juego.
- Chomper Pizza/Zomburger: El primero vende las mejores pizzas de la familia Carnívora y el otro prepara hamburguesas de cerebros (sintéticas) y tiene empleados cabras. Ambos establecimientos tienen misiones de carrera que te darán mejores recompensas dependiendo de que tan rápido las termines.
- Ayuntamiento: Está frente al parque. Únicamente abre sus puertas cuando hay eventos. Dependiendo del evento el edificio estará abierto o únicamente aparecerá una barra que hay que llenar cumpliendo un determinado objetivo. Dentro de él se tiene acceso al Portal misterioso, que es exclusivo de eventos, a los cofres de estrellas arco iris y a una gaviota que intercambia 7 estrellas normales por una arco iris.

## Nuevos personajes
Al juego se le agregaron 6 nuevos personajes (sin contar a los 2 personajes ocultos: Plantorcha y Aerocabra 3000), 3 para cada bando, cada variante de los personajes agregados tiene un personaje de fiesta que tiene un modo Hora de la fiesta que le proporciona más daño y velocidad, se activa derrotando a 5 jugadores o a 10 zombis de la IA:

### Mazorca
Veterano del conflicto, estuvo en el extranjero en tiempos de la 1° entrega y volvió a Suburbia para detener el avance zombi, siendo la nueva contraparte del Soldado. Es la planta más ofensiva del juego (sobrepasando incluso al Lanzaguisantes en muchos aspectos), perfecto para luchar contra grupos de zombis fuertes, sin embargo, es algo lento. He aquí sus habilidades:
- Tromba de mantequilla: Lanza una papa caliente que servirá de marca para que caigan 12 pequeñas barras de mantequilla simultáneamente en forma de aspa causando 20 puntos de daño por barra, 240 puntos en total.
- Mantequilla grande y mejorada: En vez de dejar caer varias barras de mantequilla simultáneamente, esta habilidad permite soltar una enorme barra de mantequilla que inflige 200 puntos de daño, ambas habilidades causaran menor daño dependiendo de lo cerca que este el enemigo de la explosión.
- Salto de maíz: Salta en forma de parábola disparando 50 balas de maíz que causaran el doble de daño que el disparo del arma primaria, ideal para acabar con varios enemigo en una línea.
- Disparo de vaina: Dispara 2 misiles mazorca que serán expulsadas al mismo tiempo desde las extremidades de Mazorca, causando 150 puntos de daño por mazorca, 300 puntos en total.
- Vaina múltiple: Dispara 6 mazorcas pequeñas simultáneamente, llega a causar 195 puntos de daños en total por lo que se recomienda usar en grandes hordas.

### Variantes de Mazorca
- Mazorca: Mazorca tiene el cuerpo delgado y lleva 2 Armazorcas en sus extremidades, las cuales tiene 40 de munición, disparan de forma automática y causa entre 4-7 de daño, los ataques son certeros y tiene 150 de salud, por desgracia, su velocidad supera por poco a la de pomelo.
- Mazorca barbacoa: Como variante de fuego, tiene el cargador reducido a 32 de munición Caliente y picante que causa entre 4-7 de daño, más otros 24 prolongados por fuego, su cuerpo está cubierto por papel de aluminio (a excepción de la cabeza).
- Mazorca mafiosa: Tiene ropa digna de un mafioso de lo años 30, su Mazorca trituradora tiene 45 de munición causando entre 7-10 de daño, sumando el hecho de tener el arma con el mayor daño con el que sea automática, convierte al personaje en uno de los personajes preferidos de la comunidad.
- Mazorca palomitas: Como dice su nombre, este personaje está aparentado con las palomitas, sus armas de Rompemaíz tienen 36 de munición que dispara en ráfagas de 3 con un daño de entre 9-12, a pesar del daño, no es muy popular en la comunidad.
- Maíz comando: Si hay una mazorca que supere a Mazorca mafiosa en daño es Maíz comando, tiene camuflaje militar y un parche en el ojo, su Destructor de maíz tierno tiene 20 cargas explosivas que dispara manualmente causando hasta 30 de daño; como planta legendaria, no tiene algo distintivo al llenar su barra "Comando total".

### Pomelo
Un cazarrecompensas de un futuro en el que el Dr. Zomboss ganó, viajó al pasado para ayudar a las plantas en la batalla; es el peso pesado por excelencia por lo que es la planta más lenta, irónicamente, es la contraparte del Zombidito o kid zombie. He aquí sus habilidades: 
- PE Melocotón: Esta habilidad es parecida a la granada sónica de Ingeniero, solo que el proyectil lanzado es el PE Melocotón de Plants vs Zombies 2, además causa una daño de 25 puntos a los afectados y aturde por más tiempo al Z-Mech.
- Bola de Pomelo: Convierte a Pomelo en una bola que avanza más rápido, pero anulando el escudo si este yace activo; esto desbloquea 2 habilidades exclusivas: un modo turbo y la capacidad de atropellar a los zombis.
- Escudo de Peladura: Un escudo de tecnología biocítrica con forma rectangular que te protegerá únicamente de ataques frontales, tiene 75 puntos de salud y llega a durar 30 segundos.
- Escudo de Ánimo: Con la misma función que el de Peladura pero con una duración de 7 segundos y una forma ovalada que cubre menos al personaje, en compensación, tiene 150 puntos de salud y te avisa cuando se va a romper cambiando de color.

### Variantes de Pomelo
- Pomelo: Viene con un cañón de rayo cítrico que se sobre-calienta si tiene un uso de más de 6 segundos causando entre 3-6 de daño, es de los personajes más lentos del juego pero lo que le falta en velocidad lo compensa con su gran salud de 200 puntos.
- Pomelo gélido: Su cuerpo de pomelo está hecho de hielo, al igual que su Rayo gélido; al atacar a un enemigo con él por cierto tiempo este será inmovilizado, aparte de recibir entre 4-8 de daño. La diferencia de daño por distancia está muy marcada en el personaje.
- Electro pomelo: De aspecto más futurista que Pomelo, esta planta dispara proyectiles en vez de un rayo, tiene 24 descargas de Electro cargador que tiene 3 niveles de poder. En el 1°nivel causara entre 4-5 de daño, en el 2° alcanza los 25 de daño, y en el último puede llegar hasta 50 de daño.
- Pomelo de hierro: Es de las plantas más fuerte con 250 de salud, y a la vez la más lenta, su cañón Rompemechs tiene un solo tiro causando entre 12-50 de daño. Al ser un personaje legendario al rellenar su barra Modo Hierro tendrá 5 tiros en vez de uno, además de que su armadura de hierro se pondrá al rojo vivo.
- Pomelo tóxico: Traído en el DLC Zombot Assault, Pomelo tóxico tiene 20 tiros de Limo pringoso que causan entre 2-8 de daño, más 20 de daño prolongado por intoxicación; tiene el cuerpo verde y un parentesco con Dr. Tóxico, además de que al ser una variante tóxica tiene un aura que intoxicará (valga la redundancia) a los enemigos cercanos.

### Rosa
Una flor mágica del pasado que viajó al futuro para echar un vistazo, al llegar, se unió a la lucha contra los zombis con ayuda de sus cardos mágicos; es la nueva rival del Ingeniero, ahora que ella puede construir portales en Asalto Herbal. He aquí sus habilidades:
- Trampa temporal: Rosa lanza un hechizo que viajara rápidamente donde lo lances para ralentizara a los zombis en una gran área por 3 segundos, anulando sus habilidades, pero sin causa daño alguno.
- Enigma Arcano: Le permite volverse invencible a los ataques enemigos, es rodeada por un aura rosa brillante que la protegerá un máximo de 18 segundos (sin moverse), si estas rodeado, puedes soltar un impulso que daña a los enemigos a tu alrededor, no obstante, eso disminuirá el tiempo de la habilidad.
- Loto Arcano: Con esta habilidad Rosa pasa a ser en total de apoyo, dura 9 segundos sin importar que te muevas o no y puedes curar a los aliados que estén a tu alrededor, no puedes usar impulso por lo que lo mejor es no entrar en medio de la batalla con ella.
- Caprificar: Lanza un conjuro en forma de una bola de humo espesa y rosada que convertirá a los zombis de una limitada área en cabras por 8 segundos, cancelando sus habilidades y las acciones que estuvieran realizando, pudiendo únicamente embestirte.
- Cabra psicodélica: Parecida a la anterior pero con una duración menor de 6 segundos, no obstante, los zombis afectados por el conjuro tendrán alucinaciones que dificultaran su visibilidad y el ataque de las embestidas.

### Variantes de Rosa
- Rosa: Debido a que tiene 100 de salud, Rosa es abucheada por gran parte de la comunidad por no tener ventaja alguna como sus variantes; tiene una varita que dispara 30 cardos mágicos que causan 10 de daño y puede realizar grandes salto en comparación con otras plantas.
- Rosa druida: Es la variante tóxica, tiene 30 descargas tóxicas que dispara automáticamente causando 5 de daño, sin contar los otros 2 de la intoxicación; aunque tiene un aura tóxica, no es recomendable entrar a la batalla como un soldado más (recordemos que es una clase de apoyo).
- Rosa de fuego: Con el cuerpo en llamas (literalmente), Rosa de fuego ataca con su Cetro abrasador con 18 cardos que dispara manualmente y tendrán distinto nivel de poder, el 1° entre 5-7 de daño, el 2° hasta 11 y el 3° hasta 25 de daño, siempre más otros 24 prolongado por fuego.
- Rosa gélida: Con el cuerpo de hielo, Rosa gélida también ataca manualmente con su Varita de congelación con 20 cardos que también tiene 3 niveles de poder, el 1° hasta 7 de daño, el 2° hasta 33 y el último puede llegar hasta 50.
- Necrosa: Vino en la actualización Luchadores del frente, tiene 30 cardos que lanza de forma manual, el daño de entre 2-6 puntos es muy bajo, sin embargo, al mantener el gatillo se lanzara su ataque de mal ojo que duplicara el daño que ocasiones al enemigo entre 12-17, esto también duplicara el daño de otras plantas hacia el objetivo.

### Supercerebroz
Un superhéroe de los 80s convertido en zombi y la nueva contraparte de Carnívora; es un personaje similar al All-Stars, solo que más de ataques cuerpo a cuerpo, si un pelotón de planta amenaza con derrotarlo puede atacar a larga distancia (según cual sea la variante) o recurrir a los golpes. He aquí sus habilidades: 
- Superultrabola: Lanza una bola de fuego morada que causara hasta 120 puntos de daños, menos dependiendo de donde caiga, es bastante rápida y tiene una gran área de impacto, sin embargo, llama mucho la atención de los enemigos.
- Superultrabola múltiple: En vez de lanzar una bola, lanzas 3 pequeñas bolas de fuego celestes, si atinas las 3 bolas a un solo enemigo puedes llegar a causar 100 puntos de daño (la 1°y 2°bola hacen 20 puntos y a 3°bola da 30), dependiendo del personaje atacado y la distancia puede hacer más.
- Superultrabola guiada: Lanza una bola de fuego similar a la Superultrabola aunque más lenta, si la disparas mientras apuntas a un enemigo esta lo perseguirá, si la bola no lo alcanza o no está persiguiendo a nadie, explotara luego de 8 segundos, hace siempre 150 puntos de daño.
- Tornado turbo: Supercerebroz gira sobre su eje formando un pequeño tornado que ralentizara a cualquiera que se acerque a él además el daño que reciba con esta habilidad será reducido a entre 3-5, las pinchohierbas y las carnívoras son ideales para contrarrestarla.
- Patada Heroica: Ataca a las plantas dando una larga patada que se parece mucho al Placaje en carrera del All-Stars, con la diferencia de que puedes almacenar hasta 2 patadas heroicas en el inventario, tiene menor daño y puede usarse incluso en caída libre.

### Variantes de Supercerebroz
- Supercerebroz: Este superhéroe lleva puesto su traje heroico con capa y un peinado con copete; tiene 200 de salud, pega a los enemigos cuando están muy cerca de él causando 10 de daño y dispara un láser heroico desde su puño para atacar enemigos lejanos, causando entre 2-5 de daño.
- Cerebroz cozmicoz: Un héroe zombi del espacio con poderes cósmicos, lleva una pantufla de un alíen y tiene los ojos morados con aspecto hipnótico. Al pegar con los puños, si se carga el golpe, puede aumentar el daño de 20 a 70 y si eliminas un enemigo con ese golpe, estos desaparecerán impidiendo que sus aliados lo revivan. También dispara sus rayos cósmicos que causan entre 7-9.
- Electrocerebroz: Sus electropuños causan daño progresivo (1°golpe 15, el 2° 20, y el 3° 25) pero no las descargas producidas no se esparcen por los enemigos de los alrededores. Sin embargo, el daño si se esparce en el electrorrayo, que causa entre 3-5 de daño.
- Cerebroz toxicoz: Su nombre deja en claro de que van sus poderes con unos puños tóxicos que también hacen daño progresivo (10, 20, y 30) y un rayo tóxico que daña entre 3-4. Es una clase legendaria y al llenar su barra de Sobrecarga tóxica aumenta su daño y velocidad.
- Desayuno con cerebroz: Tiene 175 de salud y su traje deja en claro que su especialidad es el desayuno, lo que explica que dispare waffles de su puño con entre 3-6 de daño. Además, a la hora de pegar plantas se debe mantener el gatillo o clic izquierdo para hacer una ráfaga rápida de golpes con 4 de daño que durará hasta que las manos de este héroe empiecen a emanar humo.

### Capitán Mortacho
Un zombi pirata capitán que fue traído del pasado, ahora acompañado de su fiel loro es el francotirador estándar de los zombis y también el nuevo rival del Cactus, solo que más ofensivo y con una nueva mecánica en su arma principal. He aquí sus habilidades:
- Explosión Tonelera: "Un barril de la nada aparecerá, Capitán Mortacho en el se meterá, y cuando la mecha se llegue a acabar, las plantas una explosión se llevarán" causa hasta 150 puntos de daño y el daño causado por la plantas se ve reducido a 2-4 puntos, aparte si una Carnívora te intenta tragar esta se comerá el barril.
- Explosión Tonelera Botinera: Si quieres lucirte en el campo de batalla, esta es una opción, es similar a la habilidad anterior solo que si recibes daño el barril tintineara llamando la atención, además los diamantes brillan tanto que te será difícil acercarte sigilosamente.
- Compañero Loro: Al igual que el Cactus con el Dron Ajo, podrás desplegar un loro que atacara a las plantas desde el cielo, causa entre 5-9 puntos de daño con su ojo láser y tiene la habilidad de bombardear una zona con 6 huevos-bomba desplegados de forma aleatoria.
- Loro del Futuro: Un loro robot similar al Dron Alcachofa, teniendo 20 puntos de salud y causando entre 9-12 de daño, es algo lento pero lo compensa con su bombardeo de 8 huevos-bomba desplegados de forma aleatoria.
- Rodeo de cañón: Despliega un enorme cañón que se quedara empotrado en el piso, con 5 tiros a la mano, puede causa hasta 50 de daño por bala, incluye daño de área y te puede salvar de una Carnívora que intente tragarte.

### Variantes de Capitán Mortacho
- Capitán Mortacho: Tiene un aspecto de bucanero, su escopeta de corto alcance tiene 12 tiros de corto alcance con un daño de 35 puntos, gastando 2 balas por tiro, pero al activar el zoom se alargara el cañón del arma, convirtiéndose en un rifle de francotirador que gasta una bala por tiro, esta mecánica es repetida en sus variantes.
- Capitán Cañón: El cañón de dispersión tiene 10 tiros de polvo de cañón con 20 de daño a corta alcance y balas de cañón con hasta 40 de daño a largo alcance, tiene la ropa cubierta de pólvora y un gran hoyo de bala en el sombrero, las balas de cañón no llegan lejos pues recorren cierta distancia y luego explotan.
- Capitán Carallama: La variante de fuego tiene solo 8 tiros de Llamarada que causan 25 de daño, más 32 por el fuego, a aquellos que estén cerca del arma al disparar mientras que con el zoom activo permite disparar balas incineradas, tiene la ropa y la barba quemadas y el sombrero consumido por el fuego.
- Capitán Mordisco: Proveniente de las profundidades del mar, Capitán Mordisco va armado con un tiburón pequeño con un cañón láser montado en su cabeza. A corto alcance en tiburón muerde causando 16  de daño por mordida y a largo alcance utiliza el láser que hace entre 16-19.
- Capitán Graznido: Siendo la variante tóxica tiene un aspecto nauseabundo, tal como Capitán Mordisco con su tiburón él lleva su gaviota verde (más otra gaviota menos sucia en su cabeza). De cerca su gaviota vomita sobre los enemigos causando hasta 5 de daño por toxicidad mientras que de lejos escupe con precisión y mortalidad quitando hasta 46 de salud a los enemigos.

### Zombidito
A diferencia de los demás zombiditos este es especial, pues lleva un jet-pack en la espalda y puede montar un robot gigante llamado Z-Mech que rivaliza con Pomelo. He aquí sus habilidades:
- Granada de Gravedad: Atrae a las plantas de una gran área e inhabilita sus habilidades, volviéndolas un blanco fácil para ti y tus aliados. La granada no afecta a los jefes ni a las Carnívoras bajo tierra.
- Z-Mech: Está habilidad es especial porque es única en las distintas variantes de Zombidito, teniendo cada uno sus propias habilidades y su propia arma principales, sin embargo, todas tiene un botón de autodestrucción (pulsarlo solo en caso de emergencia). Tienen entre 350-400 puntos de salud, tienen un tiempo de uso limitado y no puedes ser tragado por las carnívoras con la habilidad activa.
- Llamada de Cono brillante (exclusiva del Zombidito Cono): Es igual al Z-Mech estándar del personaje antes dicho, solo que más brillante y con gemas incrustadas en todas partes para llamar la atención, es igual que el caso del barril de Capitán Mortacho.
- Zombidikata: Zombidito gira sobre sí con su jet-pack disparando en todas direcciones un cargados extendido de 100 láseres, causando entre 2-3 puntos de daño. No es recomendable usarlo para empezar un ataque contra enemigos fuertes, es mejor usarlo para rematar.

### Variantes de Zombidito
- Zombidito: Con 75 de salud y acompañado de sus Destructores zombiditos con 5 de daño y 35 de munición, y un Z-Mech con un Láser robótico con entre 6-10 de daño, una Locura de misiles con 20 proyectiles que causa 10 o 20 de daño, y un Pisotón robótico que hiere 75. La verdad si lleva un buen kit de batalla.
- Dragoncito: Una variante de fuego, sus Destructores de basilisco tienen 30 de munición y un daño de 4-5. Su Z-Mech gárgola escupe Llama dracónica causando 11 o 15 de daño, puede hacer un Descenso de dragón que arrasa con las plantas quitando 75 de salud, y un Batir de alas para crear un escudo temporal que lo cubre del daño enemigo.
- Zombidito cono: Dispara proyectiles explosivos con sus Conos castigadores con daño de hasta 38. Su Z-Mech cono dispara también dispara proyectiles con daño de área desde su Propulsor de cono causando hasta 10 de daño, puede poner minas cono que infligen hasta 175 de daño y cargando 4 en el inventario, y con un ataque de Placaje en carrera arrasa a las plantas con hasta 75 de daño.
- Zombidito langostino: Este zombidito va armado con sus láseres langostinos con 30 de munición y de 5-7 de daño. Su Z-Mech es una langosta robot gigante equipado con un láser que daña entre 7-9, sus habilidades lo hacen capaz de crear ciclones de agua que causan 5 de daño y se lleva a las plantas lejos, y grandes saltos para caer con impulso hacia los enemigos con 2 cargas en el inventario causando 75 de daño. Este robot tiene menos combustible, por lo tanto, dura menos que los demás Z-Mech.
- Zombidito Z7: Un zombidito con armamento avanzado equipado con sus Supresores Z-11 que causan entre 12-14 de daño y funcionan de forma manual, y un traje espacial. Su Z-Mech futurista está armado con su rifle Vengador Z-8 con daño de 11-13, y su brazo izquierdo con las habilidades Atracción biótica que lanza una granada que atrae a los enemigos hacia el Z-Mech, y Zomni-espada que permite activar una espada holograma que causa 80 de daño.
- Zombidito canalla: Sus Balazos de botín causan de 4-20 de daño con capacidad de hasta 10 tiros. Su Z-Mech de 400 de salud hecho con los restos de un mini-barco ataca con sus Cañones de racimo con poco alcance de 10 tiros que causan 35 de daño, si activa el zoom dispara un Obús gamberro que sirve para largas distancias pero gasta el doble de munición. También puede lanzar una Gigabomba costrosa que causa hasta 225 de daño, y un Kata con pata de palo que permite rotar sobre sí mismo mientras dispara 10 balas de cañón explosivas. Su barra legendaria, Modo Jojojo, se activa con una menor cantidad de eliminaciones en comparación a los demás personajes legendarios, aunque eso reduce su tiempo de duración.

## Personajes de fiesta
Son como los personajes legendarios con la diferencia de que comparten el mismo nombre de su barra legendaria "Hora de la fiesta", la cual al ser llenada el personaje se volverá más rápido y fuerte. Esto irá acompañado por alguna canción de la Vueltacasete de neón de Plants vs Zombies 2 It's About Time. Las personajes de fiesta son una variante exclusiva los nuevos personajes y aparte de la "Hora de la fiesta" y sus atuendos de discoteca, son sistemáticamente iguales a sus variantes comunes, salvo el Zombidito de fiesta cuyo Z-Mech dura menos que el original: Mazorca de fiesta, Pomelo de fiesta, Rosa de fiesta, Capitán de fiesta, Cerebroz de fiesta, Zombidito de fiesta.

## Nuevos jefes
Los jefes ahora pueden aparecer en el Campo de batalla del Patio cuando luchas por un tiempo en él o intentas invadir la base del enemigo. Las plantas ahora tienen sus propios personajes jefes con los que enfrentar a los zombis en Operaciones de Cementerio. Sin embargo los zombis también tienen un nuevos jefe para mantenerse un tanto superiores frente a las plantas. Las animaciones fueron recortadas y en las super oleadas vienen siempre 5 jefes:
- Gran tronco: La contra-parte de Zombistein, su brazo derecho es un garrote con el que pega a los zombis. También puede hacer un ataque en carrera y lanzar un proyectil de roca que saca de su cabeza para largas distancias, para apoyarse se acompaña de todo tipo de plantas, ya sean normales o héroes.
- Plantorcha: A diferencia de Megazombistein que es una variante eléctrica, Plantorcha lleva una ametralladora incendiaria con la que quema sus enemigos. Como no puede pegar a los zombis con su arma él opta por escupir fuego por la boca como ataque secundario. También inhalar aire para atraer a los zombis, puede bombardear a sus enemigos con una lluvia de fuego que sale de su cabeza, y tiene un modo que le da más poder a sus ataque y colorea sus grietas con azul.
- Reina girasol: Tiene apariencia de una flor mística gigante, y se defiende tan bien que la única manera de hacerle daño crítico es pegarle a su tallo. Con sus Látigos de Enredadera a corto alcance, su Impulso solar Real como a largo alcance. Sus habilidades son que utiliza su Cañón Solar que es un rayo continuo, el echar raíces para irse curando e invocar Girasoles (si no me equivoco Místicos) que le ayudan en la batalla.
- Super frijol:
- Zombistein Mech:
- Sensei Zen:

## Cambios en los personajes originales
Los personajes originales sufrieron cambios como nuevas habilidades y variantes, la pérdida y reemplazo de estas.

### Lanzaguisantes
- Bomba de frijol oscuro: Se le agregó una nueva habilidad que permite lanzar un frijol de color morado cósmico que causa 80 puntos de daño y tiene una mecha de 2 segundos, puedes tener 2 en tu inventario pero solo puedes lanzar una a la vez.
- Guisantralladora ostentosa: Es el mismo caso de las demás habilidades de joyas, es lo mismo pero con oro y diamantes que decoran el casco de la Guisantralladora, sin embargo no es la Guisantralladora normal sino la versión retro.
- Adiós Lanzabayas: Uno de los personajes más queridos por la comunidad y de los más poderosos de Garden Warfare 1, el Lanzabayas, fue reemplazado; en su lugar tenemos al Guisante pétreo que es similar, pero no es lo mismo.
- Guisante pétreo: Esta nueva variante tiene 150 puntos de salud porque su cuerpo está hecho de roca marrón, tiene 8 Disparos de piedra (que literalmente son piedras) y causa hasta 20 de daño, el daño de área es bajo así que se necesita precisión para sacarle provecho.
- Electroguisante: Con este personaje todas las plantas del Garden Warfare 1 tiene una variante eléctrica, tiene 125 de salud y sus disparos distribuyen el daño de hasta 36 puntos si una de las 8 cargas de Electro cañón dan a un grupo de enemigos suyos alrededor; también este personaje tiene detonación remota, o sea, puedes detonar tus proyectiles con el botón de disparo mientras están en el aire.
- Nuevo look del Guisante de plasma: Para tener un aspecto menos similar al Electroguisante, se le cambio el color del cuerpo de un azul con tonos oscuros a un azul cósmico dándole un aspecto menos sombrío.

### Carnívora
- Cañón mordisco: Se quitó la habilidad Pringue de Queso y se reemplazó por esta otra, en vez de ser otro tipo de pringue. Carnívora escupe una bola de porquería que hace hasta 100 puntos de daño y tiene daño de zona, sin embargo, no paraliza a los enemigos.
- Vampihierba: Reemplaza a la Chesterhierba, es una pinchohierba de color rojo con tonos grises, cuando un zombi se para en ella recibes 40 puntos de salud pero sin causarle daño a la víctima. Puedes tener 2 en tu inventario y desplegar hasta 4 en el campo.
- Distorsión arcoíris: Habilidad exclusiva de la Carnívora Unicornio, permite tele-transportarte a una distancia media de donde estés, similar a la Distorsión del Científico, pudiendo guardar 2 distorsiones en tu inventario.
- Distorsión crepuscular: Es parecida a la Distorsión arcoíris pero con la capacidad de recorrer el doble de distancia y con solo una distorsión en el inventario, además es exclusiva de la Carnívora Crepuscular.
- Carnívora Chester: Otra de las plantas más recordadas de Garden Warfare 1, fue eliminada junto a las habilidades que vinieron con ella al solo ser creada como una planta promocional de Cheetos, fue sustituida por la Carnívora Unicornio.
- Carnívora Yeti: Es la única Carnívora que ataca a larga distancia, tiene 175 de salud, dispara bolas de nieve con su ataque llamado "Eructo ártico" que tiene daño de área y causa hasta 30 de daño; al momento de disparar se debe tener en cuenta la distancia y la gravedad porque la munición viaja en forma de parábola, por lo que este planta no tiene un gran radio de disparo.
- Carnívora Disco: Esta planta legendaria tiene una barra llamada Hora Disco que si la rellenas tragando cualquier zombi 3 veces te volverá más rápido y harás más daño, parece una bola disco con una dentadura humana perfecta y casi se le confunde con un personaje de fiesta por el estilo que lleva.
- Carnívora Unicornio: La única forma de conseguirla es comprándola con dinero de verdad, es por eso que pertenece a la categoría más rara de personaje (Especial). Las mordidas causan 25 puntos de daño, es de color blanco, una melena morada y con una dentadura como la de las personas.
- Carnívora Crepuscular: Parecida a la Carnívora Unicornio pero con la melena de un verde azulado y el cuerpo negro, antes se podía conseguir en el evento de Colinas Cascarrabias (mapa del Garden Warfare 1) pero ahora solo se consigue comprándola o teniendo a la Carnívora Unicornio.

### Girasol
- Flor arcoíris: Esta maceta parece tener el mismo caso del Rayo de curación Arco iris pero no es así, su forma de distribuir los soles es diferente, los lanza de forma simultánea rápidamente uno por uno en vez de en grupo de 3 como la Flor curativa.
- Flor vampiro: Tiene 30 tiros de "Succión de vida" que causan entre 5-10 de puntos daño y tiene 85 de salud, a diferencia de los demás girasoles que son más fuertes; pero tiene un ataque especial, cada vez que causes daño a enemigo tu salud se recuperará, si se usa bien puedes pasar toda una partida sin morir.
- Flor de peluche: Es como un Girasol normal solo que de peluche, tiene 110 de salud y cuando dispara sus 40 Explosiones solares arcoíris, que causan entre 5-10 de daño, suelta un sonido similar al de una máquina tragamonedas; además si derrota a un zombi con el arma principal, este soltará de 4-5 soles para curar a los aliados que estén cerca del enemigo vencido.

### Cactus
- Papapum fulminante: Otra habilidad de joyas, la Papapum está hecha de oro, y la antena y tierra a su alrededor es de diamante, su aspecto no le permite camuflarse además de que cuando explota tintinea como un campanario.
- Alcachofa roja: Es el más rápido de todos los drones, disparando Corazones de alcachofa que causan entre 4-7 puntos de daño con una cadencia de fuego de 7 segundos, a diferencia del Dron Alcachofa, este tiene 5 puntos de salud, es de color roja y puede bombardear un área con 3 mazorcas explosivas, además tiene unos lentes de piloto.
- Dron ajo oscuro: Una versión más potente del Dron ajo, tiene 5 puntos de salud, sus disparos de Ajo oscuro explotan cuando impactan en un enemigo y tienen una cadencia de fuego ilimitada pudiendo causar en 2-22 puntos de daño, sin embargo, dispara muy lento.
- Doncella ostentosa: Su caso es aislado, aparte de la cáscara hecha de oro, los diamantes que hacen de tornillos y la insignia del Capullo Real bajo el hueco que deja ver a la nuez dentro, tiene una resistencia de 460 puntos a diferencia de la Doncella de hierro que tiene 480, es extraño.
- Cactus cítrico: Otra planta que fue eliminada del juego, fue sustituida por el Cactus zen, y aunque no tan recordada en la comunidad como el Lanzabayas, ambos eran solo plantas promocionales de Aquafina y FlavorSplash.
- Cactus zen: Un cactus hecho de un cristal rosado y con ojos amarillos brillantes, tiene 125 de salud y, alrededor de su cabeza, orbitan 5 Orbes místicos que causan hasta 50 de daño, el daño que un enemigo reciba será mayor al que recibiera con anterioridad.
- Cactus petrificado: Parece estar hecho de roca y tiene un nido en su cabeza, tiene 150 de salud y dispone de 10 balas de Explosión de Huevo, causando hasta 45 de daño acompañado, a veces, con daño extra en el impacto, los huevos pueden ser esquivados fácilmente a larga distancia pero pueden explotar antes si se dispara una segunda vez antes de que el huevo impacte en una superficie.

### Soldado
- Guardabosques: Un guardabosques zombi con 125 de salud que usa a una mofeta para alimentar su arma, carga con 18 tiros de "Apestosa la mofeta" que causa hasta 9 de daño, causando un pequeño daño de 2 puntos prolongado por las toxinas de mofeta.
- Soldado buzo: Un buzo zombi con un arma basada en un submarino, teniendo 2 tiros de disparo sonar y 55 de daño con a veces daño extra entre 20-30 puntos, es muy letal pero hay que tener una buena precisión a la hora de usarse para causar el máximo de daño posible. Al impactar, el proyectil se quedara plantado y servirá como un sonar que detectará a las plantas que estén cerca de la zona de impacto.

### Ingeniero
- Destructor de rayos: Sus bot drones fueron reemplazados por el Compañero loro y el Loro del futuro de Capitán Mortacho, ahora tiene una enorme torreta que tiene 100 tornillos de munición, causa entre 9-14 puntos de daño y el daño recibido (valga la redundancia) es reducido, es similar a la guisantralladora.
- Destructor deslumbrante de rayos: También es una habilidad de joyas así que la apariencia es lo único que cambia, combinando el color morado con el amarillo y con un sonido de joyas al disparar.
- Z-Roadie: Su nombre no lo deja muy claro, este zombi es un Dj, tiene 150 de salud, su Erradicador de oídos expulsa ondas sonoras que causan 9 puntos de daño y solo afectan a los enemigos a corta distancia, tiene munición infinita y cuando un enemigo es afectado por el arma por un periodo de tiempo, este tendrá dificultad para ver, el efecto se contagia a otros enemigos cuando estos se acercan a un compañero suyo afectado, si tú te acercas a él también tendrás problemas para divisar a los oponentes.
- AC Perry: Tiene 125 de salud, su Ventilador gélido tiene 15 bolas de nieve en el cargador y causa entre 5-14 de daño (más daño de área), toda su ropa tiene estalactitas de hielo colgando por el frío, no hay que divagar mucho para saber como murió.

### Científico
- Rayo curativo: Igual al Rayo curativo del Girasol, te acercas a un zombi y lo curas todo el tiempo, es el reemplazo de la Estación guepardo y es más práctico para curar en movimiento.
- Estación brillante blindada: Otro caso de las habilidades de joyas, nada cambia más que su apariencia, en este caso, tiene una cubierta hecha de oro, sin piedras preciosas de adorno, solo una versión brillante de la Estación blindada
- Dr. Chester: Este personaje fue eliminado junto a Carnívora Chester por la misma razón, y con él se eliminaron sus habilidades. Sin embargo, la Distorcion de queso y la Bola chester no recibieron un reemplazo.
- Zoólogo: El nuevo personaje llegó para sustituir al Dr. Chester, tiene 100 de salud y su arma es un puercoespín que dispara sus púas a corta distancia en 6 cargas llamadas "Venganza de puercoespín" que causan 30 de daño, tiene un koala en la espalda y no se lleva bien con el Biólogo marino.
- Informático: El único zombi legendario de la 1° generación de Garden Warfare, armado con su Corruptor de código, debe derrotar a 5 jugadores o 9 bots y/o macetas para activar su barra legendaria Modo Machacante el cual, aparte de hacerlo más rápido y fuerte, cambiara la visión del jugador por algo más "electrónico".

### All-Stars
- Maniquí futuro: Un maniquí hecho de metal con luces y un marcador en el pecho, tiene una forma que lo hace ideal para ocultar al All-Stars pudiendo cargar 1 en el inventario, tiene 200 puntos de salud y si este es destruido explotara causando 75 de daño a cualquier planta a su alrededor.
- Estrella del motocross: Tiene 200 de salud y su Devastador de barro está hecho con los restos de su moto mientras que el timón se quedó atorado en su casco de motociclista, causa hasta 7 de daño y dispara el lodo que quedó de su última carrera, ralentizando a las plantas cada vez que dispara a ellas hasta el punto que inhabilita sus habilidades por todo el lodo que les embarra.
- Estrella del tenis: Es el más rápido de los All-Stars, tiene 200 de salud y su arma "Asalto doble falta" tiene atada con una red para tenis 2 raquetas, dispara pelotas de tenis que causan entre 5-7 de daño, la raqueta atorada en su cuello la ganó en su último partido.

## Cambios en los consumibles
Los consumibles también sufrieron cambios, con la eliminación de algunos de ellos y el implemento de otros:

### Implementados
En el bando planta se agregaron tropas comunes y la tierra de invocación como en el bando zombi para igualar las cosas en el campo de batalla pero manteniendo la cantidad de consumibles en la 1°entrega, estas son:
- Hierba: Sería el equivalente al zombi común, tiene un cuerpo delgado con una gran cabeza. Ataca cuerpo a cuerpo con sus brazos y a veces puede escupir una semilla como proyectil de largo alcance.
- Hierba calabaza: Equivalente al zombi caracono, es igual a la hierba común pero con un casco de calabaza que le da mayor protección.
- Hierba terracota: Equivalente al zombi caracubo, lleva una maceta de terracota en la cabeza, la cual es más resistente que la calabaza.
- Diente de león: Parecido al petazombidito, solo que el diente de león explota solo y no por medio de una bomba que usa como mono-ciclo tal como su contra-parte.
- Hierba escudo de hoja: Una hoja gigante no parece ser ideal para protegerse, pero es mejor que nada. Además, el zombi lector usa de escudo un periódico de papel así que no hay mucha diferencia.
- Hierba escudo de madera: Lo mismo de la hoja aplica con el escudo de madera, sobre todo si tu opuesto lleva una puerta de metal. Por fortuna esta hierba también tiene un casco de calabaza.
- Hierba jarrón: El jarrón da mucha protección y es muy duradero, tanta protección le da a esta hierba que el zombi ataúd es buen adversario.
- Hierba jarrón de porcelana: Por sorprendente que sea, la armadura de jarrón de porcelana es tan resistente como el zombi letrina, para protección extra usa un casco de calabaza bajo el jarrón.
- Hierba curativa: A diferencia del zombi curativo que lleva un tanque con aspersor para curar a sus aliados, la hierba curativa suelta directamente 3 soles del mismo modo que la flor curativa.
- Hierba abanderada: Igual que el zombi abanderado, pero en esta entrega ni uno ni el otro pueden potenciar a los jugadores, solo a las otras tropas comunes.
- Hipnoseta: Esta es especial, puede hacer aullidos que alteran la visibilidad de los jugadores cercanos al ataque y dificulta los controles para impedir que se defiendan. Es la misma hipnoseta del Plants vs Zombies original moviéndose por medio de brincos.
- Junco eléctrico: Ataca a los zombis con descargas de energía que él lanza, si los enemigos se le acercan demasiado se defenderá con un impulso eléctrico que dañará a todos los zombis que lo rodeen.
- Gasoseta tóxica: Al igual que su versión del 1°juego de la franquicia, expulsa gases en todas direcciones dañando a todos los zombis a su alrededor, la diferencia es que los gases de esta gasoseta son tóxicos y es tan dañino que puede eliminar a los zombis comunes de una carga.
- Choi bu, Choi monje, cañón aguisantado, guisante elfo, disparo de bastón de caramelo, seta perfumada, hierbaween, y hierba de festivus: Son 2 disfraces de Bonk Choi, 2 disfraces del cañón de guisantes, brote de bambú con tema navideño, Petaseta de perfume, y hierba calabaza con 2 distintos modelos de cascos respectivamente. No tienen ninguna mejora en comparación a sus versiones originales, a excepción de Choi monje que tiene más daño por ser una maceta legendaria.

Los zombis también tienen nuevos consumibles para mantener el balance, una que otra nueva tropa y muchos modelos de bots que sirven de contra-parte de las macetas, los cuales se construyen el las plataformas marcadas:
- Bot ametralladora: Un bot con cabeza de cráneo metálico que dispara láseres en ráfagas por una mini-ametralladora que hay sobre su cabeza. Es la contra-parte del cañón de guisantes pero más se asemeja a la guisantralladora.
- Bot cohete: Tiene la cabeza de forma rectangular, dispara pequeños cohetes con daño de área en forma de ráfaga. Técnicamente es la contra-parte de la guisantralladora pero el daño de área lo asemeja más al cañón de guisantes.
- Bot escóndete-y-dispara: Igual que la seta miedica, si tiene una planta a vista dispara un láser pero si esta se le acerca se camuflaje como un bote de basura, el camuflaje no funciona.
- Sr. Congelador: Un robot con cabeza en forma de huevo congelado, se parece más al hielaguisantes que a seta congelada. Dispara bolas de nieve que ralentizan a los enemigos hasta congelarlos.
- Bot boxeador: Es igual a Bonk Choi, le pega a sus enemigos con buenos golpes de sus brazos extensibles. Es curioso que pegue tan bien con un solo ojo.
- Sr. Tostador: Utiliza sus lanzallamas de mano para quemar a las plantas cercanas a él, en otras palabras es igual a boca de dragón.
- Sr. Electro: Dispara un rayo eléctrico que se esparce entre los grupos de plantas, como junco eléctrico. Sin embargo, no puede hacer impulsos eléctricos como este.
- Bot explosivo: Tiene una caja sorpresa explosiva en referencia al zombi con cajita del primer juego. Su explosión no es tan impresionante como la de petaseta pero causa el mismo daño.
- Bot bocazas: No está muy claro cuál es su contraparte, cuando las plantas se le acercan expulsa una onda sonora que aturde a los enemigos del mismo modo que la granada sónica.
- Bot rompedor: Equipado con sus martillos, les lanza a las plantas para romper su blindaje, al igual a seta desesporada.
- Bot enlace: Es el mortero de los zombis. A diferencia del brote de bambú, envía un láser al cielo para un ataque orbital, el cual termina con un satélite disparando a tierra con una gran explosión.
- Sr. Toxico: Comparte las características de gasoseta tóxica y pringueseta. Si las plantas están cerca puede expulsar una nuble de gas tóxico, y si debe atacar a distancia dispara cargas tóxicas.
- Dr. Sanasana: Es el caso de la Flor curativa, es la habilidad de Estación curativa pero pudiendo ponerse solo en los puntos marcados, al menos esta dura para siempre.
- Zombi karateka: Un nuevo zombi que da patadas y es experto en artes marciales, si en algo se diferencia del zombi común es en su mayor velocidad.
- Zombi portero y zombi abanderado: Para protección extra, en el Garden Warfare 2 se les agregó un cono y cubo respectivamente. Así durarán más.
- Zombárbol y Dj enlace: El abrigo pardo festivo ha vuelto con un nuevo nombre y una cabeza de Bot ametralladora en lugar de la estrella de Navidad. Y Bot enlace ahora era tiene un atuendo de dj y causa más daño que su versión normal por ser un bot legendario.

### Eliminados
Muchos consumibles no pasaron a la segunda entrega, se podría decir que a Dave el loco se le perdieron sus semillas y que Dr. Zomboss recortó los gastos de su ejército. Y ahora una lista con los nombres de los caídos: Repetidora, Frijol láser, Hielaguisantes, Lanzaguisantes de fuego, Pirata mapa, Pirata barril, Bailarín suplente, Zombidito Yeti, Zombi vampiro.
Los zombis piratas aun aparecen en su oleada especial de Operaciones de Jardín mientras que bailarín suplente, zombidito yeti, y zombi vampiro estarán en Operaciones de Jardín cuando se presente Zombi Disco, Zombi Yeti, y Baron Von Murciélago respectivamente. Además, frijol láser aquí es un personaje jefe y lanzaguisantes de fuego tiene un cameo en una misión secundaria, en la cual afirma no ser un lanzaguisantes de fuego sino un cañón de guisantes que los zombis prendieron en llamas.

## Nuevos modos de juego
El título agregó 5 nuevos modos de juego para los seguidores de la franquicia:
- Operaciones de Cementerio: Se invirtieron los roles, ahora los zombis defienden la tumba y las plantas intentaran atacarla, el jugador podrá formar su propio equipo de hasta 4 integrantes, uno manejado por él y los otros 3 controlados por la IA o también jugar con hasta 3 amigos o desconocidos en tiempo real. Los zombis podrán colocar bots para defender su tumba hasta que el Dr. Zomboss recoja al equipo zombi tras diez oleadas. Al igual que en la versión original, abran oleadas de jefe con sus propios jefes planta, misiones con recompensas, y oleadas especiales. Además, en ambas versiones está la posibilidad de activar una tumba o jardín especial que genera dinero extra al final de cada oleada por el costo de una estrella.

- Asalto Herbal: Este modo de juego es similar a Jardines y Cementerios, solo que en vez que las plantas defiendan sus jardines de la invasión de los zombis, ahora son los estos quienes deben defender sus territorio del ataque de las plantas, las cuales podrán generar sus propias tropas de tierra y las rosas tendrán la tarea de construir pequeños portales con los que facilitar la conquista. Para el multijugador se le incluyó Jardines y Cementerios en una nueva mezcla de modos llamada "Absorción de Territorios" pero sin la inclusión del modo jefe, él cual fue eliminado para esta nueva entrega.

- La Bandera de Poder: Para activarlo debes ir al centro del parque en El Patio e izar la bandera, entonces todos los enemigos y aliados desaparecerán y empezaran a venir por oleadas, el principal objetivo es defender la bandera de los enemigos controlados por la IA, si los rivales logran bajar la bandera el juego acabará. Se pueden colocar hasta 4 macetas o bots, dependiendo del bando usado, al igual que en los otros modos, en este también se puede jugar con amigos en un mismo equipo para apoyarse o en bandos distintos y desafiarse. Cada cierto tiempo caerán cajas que al ser destruidas por el jugador aparecerán personajes aliados también controlados por la IA para ayudarte, si estos son derrotados no habrá forma de revivirlos.
- Eventos del Portal misterioso: Son modos de juegos con modificaciones, nuevos y modos que se quedaron en el Garden Warfare 1 que están disponibles por tiempo limitado. Entre esos modos de juego temporales están: Colinas cascarrabias (antiguo mapa de Jardines y cementerios), una nueva versión de Bandidos de Tacos (la original no llegó a esta entrega), Supervivientes del suelo (un duelo a muerte por equipos), Gatos contra Dinosaurios (batallas como en Supervivientes del suelo pero con robots gigantes) y Batalla de precisión (lucha entre Cactus y Capitán Mortacho junto a las variantes de cada uno).

- Hora Del Infinito: En este modo se usa un gran robot con 2000 puntos de salud y gran daño (el Bot-triceratops para las plantas y el Robo-gato para los zombis) el cual viajará al "Infinito" y tendrá que defenderse de múltiples oleadas sin fin de gnomos (y también de plantas o zombis en las "Oleadas de Némesis"), pero esta vez no es para proteger un lugar, sino para sobrevivir, el personaje se cura únicamente con los "Cristales Temporales" que expulsan los enemigos al ser derrotados y se debe mantener el tiempo "estable" derrotando a las naves gigantes con forma de cono que aparecerán en algunas oleadas que intentarán "inestabilizar el tiempo". En este modo, si llegas a recolectan 25000 cristales temporales, el jugador desbloqueará una pieza de un personaje de fiesta.

## Mapas

### Mapas pequeños
- Frente a las Planicies: Los zombis tomaron gran parte de Suburbia, así que construyeron un gran muro que delimita el territorio restante de Suburbia de su nuevo vecino Zomburbia. El vecindario aun permanece en venta y es un lugar tranquilo, al menos cuando las plantas o los zombis no intentan cruzar al lado contrario.
- Centro Acuático: El avance zombi en Suburbia logró grandes hazañas, una de ellas fue la conquista del vivero de la primera entrega, el cual fue remodelado y pasó a ser un acuario con clase rodeado de establecimientos comerciales zombi y, al frente del acuario, un cine zombi.
- Tempo Parque: Un parque de diversiones con temática de viajes temporales, uniendo las atracciones temáticas de Dinolandia, Egipto, Azia y Roma con portales inter-dimensionales, no preguntes de donde sacaron esa tecnología.
- Isla Huesitos: Una isla prehistoria llena de esqueletos de aquellos que alguna vez dominaron la tierra, es un lugar donde todo se pierde, barcos, aviones, incluso el tiempo. Si estas perdido es muy probable que estés ahí.
- Aterrizaje Lunar: El Dr. Zomboss mando a construir una base secreta en la luna para vigilar a la tierra y conseguir recursos, la falta de gravedad no es un problema puesto que es una ventaja a la hora de jugar en el campo de golf.
- Cumbre zen: Un monte que tiene una aldea cerca de la cima, cascadas y un templo en la parte más alta, fue ahí donde se originó toda fuente de chispa mágica. Es un lugar pacífico y relajante, y es donde tanto plantas como zombis van de vacaciones en la temporada baja.
- Fábrica Z-Tech: Una fábrica de ensamblaje y distribución de autocar perteneciente al Dr. Zomboss, aquí se produce todo el arsenal cibernético de la armada zombi, Z-Mechs, robots comando, drones, incluso prototipos de Zombot, lo único malo del lugar es la vista frente al basurero.
- Colizeo: Un coliseo romano con estatuas zombis por todo el lugar (algunas destruidas) y una arena de gladiadores, los zombis la usan para luchan contra las plantas pero si ignoras las ruinas y las luchas que se libran ahí veras que es un lugar fascinante.
- Arenas Arenosas: Un poblado en medio del desierto a las orillas de un oasis, con cabezas decorativas de faraón con las caras de plantas y zombis, es famoso por las tormentas de arena que aparecen sin previo aviso, esto puede llegar a dificultar la visibilidad de los jugadores.
- Arroyo Helado: Un pueblo repleto de cabañas con totems a los alrededores en un lago casi congelado donde vive un castor gigante que no molesta a la población local, y con razón, afuera hace tanto frío que el fuego se congela y él está más cálido en su guarida de troncos gigantes.

### Mapas grandes
(Exclusivo de absorción de territorios)
- Semillas del Tiempo: Una batalla por el Tempo Parque en su versión más grande, los zombis deben pasar por todo el parque de atracciones para empujar la Bota-Ariete hasta el castillo de Rosa con el objetivo de entrar en él y conquistarlo. Mientras que las plantas deben evitar que lleguen al final del parque defendiendo las atracciones y a la Bota ariete.
- Gran Norte Blanco: El Rey zombi Yeti yace congelado dentro de su castillo helado, los zombis tienen la misión de ir para liberarlo y así comenzar una nueva era de hielo mientras que las plantas impedirán el avance de este ataque sin cuartel con todo lo que tengan para que el Rey Yeti no sea descongelado de su guarida.
- Zomburbia: Una vez al año los zombis graduados de la Academia Zombi dan una gran fiesta de despedida antes de entrar en combate, las plantas tienen una sorpresa relacionada al papel higiénico, para ellos pero primero tendrán que pasar el muro fronterizo de Zomburbia y cruzar la ciudad para llegar hasta el festil, los zombis deben impedir que lleguen al campus y arruinen su fiesta de graduación.
- Base Lunar Z: El Dr. Zomboss planea cambiar la rotación de la Tierra desde su base en la luna para que hayan eclipses constantes y así quitarle a las plantas su preciada fotosíntesis, las plantas viajaron a la luna para detener su malévolo plan, tendrán que sabotear la máquina que usara para cumplir su cometido... ¿en un partido de "Multi-Bol"?
- Zombópolis: A través de la megapolis zombi, las plantas deben infiltrarse por las calles brillantes para llegar hasta la zona de lanzamiento ubicada detrás del depósito de chatarra y así destruir la última creación del Dr. Zomboss antes de que entre en operación, Zombot.

## Tienda de pegatinas
Los sobre también cambiaron aunque varios solo tienen de cambio el nombre y el precio, salvo las recompensas (las cuales son más variadas).
- Sobre de esbirros: Este sobre te va a dar únicamente 5 consumibles al precio de 2.500 monedas, ya sean macetas, bots, zombis, hierbas o pases para auto revivir, es de color verde con los bordes blancos y con la imagen de los nuevos bot y maceta Sr. Tostador y Junco eléctrico.
- Sobre Diversión útil: Con el precio de 7.500 monedas, este sobre da 5 artículos y bots garantizando al menos un artículo poco común, tiene los bordes blancos, es de color amarillo y tiene la imagen de un Soldado y un Lanzaguisantes, ambos personalizados.
- Sobre Extraordinario: Contiene 6 artículos con algunos consumibles con la garantía de tener al menos un artículo raro y muchas posibilidades haber incluida una pieza de personaje rara al precio de 15.000 monedas, es de color azul con los bordes plateados y con la imagen de Mazorca y Supercerebroz.
- Sobre Diversión fertilizante: Da únicamente objetos para plantas al precio de 35.000 monedas, contiene 7 artículos con muchas posibilidades de incluir una pieza de personaje o un consumible superraro, tiene los bordes dorados, es de color rosado y tiene el la portada a Mazorca, Rosa y Cactus.
- Sobre Cerebroz alucinantes: Con objetos exclusivos para los zombis al precio de 35.000 monedas, este sobre da 7 artículos con muchas posibilidades de incluir una pieza de personaje o un consumible superraro, tiene los bordes dorados, es de color naranja y tiene en la portada a Z-Roadie, Zombidito langostino, Electrocerebroz y a Guardabosques.
- Sobre Maravilloso de la grandeza: Este sobre ha cambiado su aspecto y contenido tras una actualización, anteriormente traía consigo 7 artículos, garantizando al menos un artículo o consumible superraro con posibilidades de dar una pieza de personaje superrara teniendo los bordes plateados, la portada celeste y en ella a Gran Tronco y a Zombistein, ahora tiene el aspecto del sobre Loca Zombópolis, además ahora da una pequeña posibilidad de dar artículos o alguna pieza de personaje legendario, sin embargo, mantuvo su precio de 35.000 monedas.
- Sobre Personajes fenomenales: Un sobre que solo te dará piezas de personaje, lo bueno es que garantiza darte suficientes pieza para desbloquear un personaje raro o superraro al precio de 75.000 monedas, convirtiéndolo en uno de los sobre más caros.
- Sobre Loca Zombópolis: Este sobre estuvo por tiempo limitado al llegar con la actualización Zombot Assault, te da 5 artículos y consumibles de Zombópolis y la posibilidad de ganar una pieza de personaje de Pomelo tóxico o Desayuno con Cerebroz a 40.000 monedas, es de celeste con los bordes dorados y tiene a Carnívora con Capitán Mortacho, ambos personalizados.
- Sobre Luchadores del frente: Este sobre fue agregado a la tienda temporalmente con la actualización Luchadores del frente en la que se da 5 artículos y consumibles de la actualización con posibilidades de ganar una pieza de personaje de Necrosa, Capitán Graznido, Maíz comando o Zombidito canalla a 50.000 monedas.
- Sobre Infinito: Es un sobre de 200.000 monedas que aparece por tiempo limitado en algunos eventos , ya sean oficiales o de la comunidad, contiene 3 artículos de Hora del Infinito, incluido artículos de gelatina o infinito, y la posibilidad de ganar una pieza de personaje de fiesta, tiene los bordes de plateado arco iris con la portada verde cósmico y a Girasol con Zombidito, ambos personalizados con artículos de infinito y gelatina.

## Actualizaciones
Desde su lanzamiento, el juego ha recibido una serie de actualizaciones y parches para darles "buffs" (cambios que benefician) y "nerfs" (cambios que perjudican) a ciertos personajes para tener un mejor balance. En septiembre de 2018 el juego recibió una actualización de mejora de mapas y ediciones en el bazar de Rux.
Se Arreglaron algunos de los problemas y de las fallas más importantes en los siguientes mapas:
Base lunar, Gran Norte Blanco, Semillas del tiempo y Cueva gnomo. Se removió el bazar de Rux y ahora está disponible en ubicaciones más accesibles y prácticas.
Habrá más posibilidades de que tenga ofertas personalizadas para obtener los artículos que les faltan.
Otros errores que también se corrigieron fueron problemas relacionados con personajes específicos que afectaban a la forma de jugar con ellos y disfrutarlos.
Los productores del juego tienen planeado lanzar una actualización a finales del año 2018, con mejoras en los mapas, mejoras en los personajes y la aparición de personajes nuevos. 
Mediante Twitter, los productores han Estado lanzando imágenes de una Plantorcha con un traje hecho de caramelo. (No se confirmó si es un personaje nuevo o si solo van a ser skin para poder editar a la Plantorcha y a la Aerocabra que ya esta en el juego.)

## Recepción
Plants vs. Zombies: Garden Warfare 2 recibió críticas "generalmente favorables" según el agregador Metacritic.
Kevin Dunsmore de Hardcore Gamer calificó el juego con una nota de 4 sobre 5 diciendo, «PopCap Games prestó atención a las críticas del juego original y crearon finalmente una secuela digna». Jordan Devore de Destructoid lo calificó con 9/10 diciendo, "El hub world es una porción mucho más realista del universo más amplio de Plants vs. Zombies, y es tan deliciosamente extraño." IGN lo puntuó con 8.2/10, diciendo que el juego «se ha hecho mayor y es un videojuego de disparos de primera».
La versión física del juego fue el segundo juego más vendido en su semana de lanzamiento en Reino Unido, por detrás de Far Cry Primal.